# Metaxa

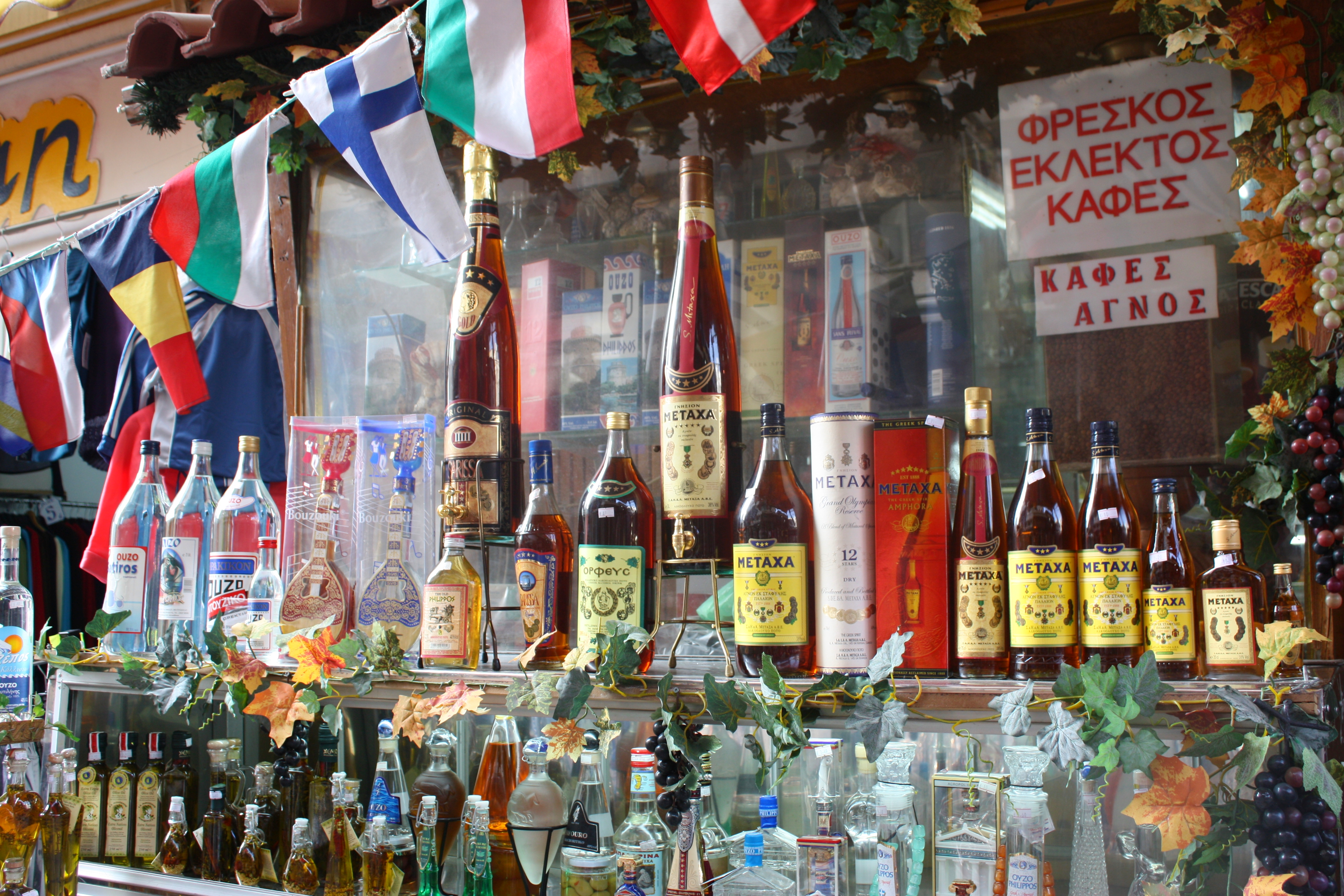
Metaxák választéka Thesszaloniki város piacán

A Metaxa (görögül: Μεταξά) görög italmárka, mely borpárlat jellegű szeszesitalairól ismert. A márkát 1888-ban alapította Szpűrosz Metaxász (görögül: Σπύρος Μεταξάς). A Metaxa különböző kiadásai borpárlatból, muskotályborból, illetve egyes változatoknál hozzáadott alkoholból is állnak, és különböző fűszerekkel, többek közt rózsaszirommal ízesítik őket.
A Metaxa különböző kiadásai az összetételük szerint semelyik szabályozott párlatfajtába nem sorolhatók, ezért ez Európai Unióban szeszes ital (görögül: αλκοολούχο ποτό) megnevezéssel kerülnek forgalomba. Az amerikai hatóságok növényi likőrként kategorizálják.

## Fajtái, összetétele

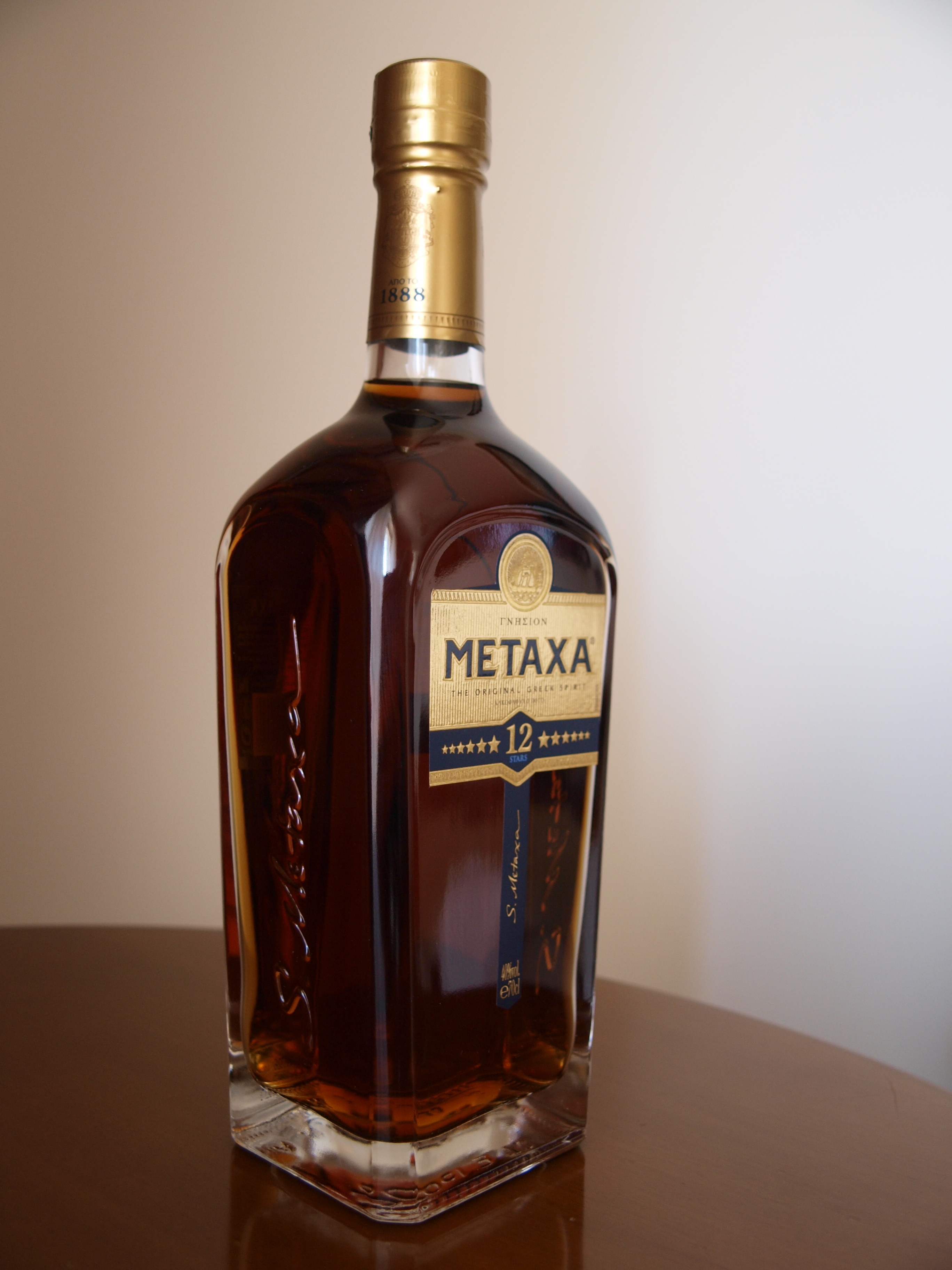
METAXA 12 *

A kereskedők gyakran a csillagok számával megegyező évesként mutatják be a „csillagos” kiadásokat, de a Metaxa honlapján nem szerepelnek hasonló állítások, és nem is nyilatkozik ezek érlelési idejéről.
- Metaxa 3*: a honlapon már nem szereplő kiadás, melynek nagyjából 2013-ig egy 36%-os „szeszesital” változata volt forgalomban, majd egy 30%-os likőr váltotta fel.
- Metaxa 5*: 38%
- Metaxa 7*: 40%

A honlap az 5* és 7* változatok összetevőiről nem nyilatkozik; a magyar címke szerint összetételük „víz, alkohol, muskotálybor, borpárlat, színezék (karamell)”, ami a 7* esetén cukorsziruppal és növényi kivonattal is kiegészül.
- Metaxa 12*, 40%: borpárlatok és muskotályborok keveréke Számosz szigetéről
- Metaxa Grande Fine, 40%: porcelán palackos kiadás, borpárlatok és muskotályborok keveréke Számosz szigetéről. 2017 óta új kiadásban és immár csak korlátozott mennyiségben készül.
- Metaxa Private Reserve, 40%:  borpárlatok és muskotályborok keveréke Számosz szigetéről. A Metaxa keverőmestere 1992-es munkába állása óta évente új kiadást készít belőle.
- Metaxa Angels' Treasure, 41%: válogatott tartalékok keveréke
- Metaxa Aen, 45%:  kizárólag egy úgynevezett „1-es számú” hordóban érlelt kiadás

### Magyarországon nem forgalmazott változatok
- Metaxa Honey Shot, 30%: mézes változat az 5*-hoz hasonló palackban
- Metaxa with Greek Honey, 33%: mézes változat a 7*-hoz hasonló palackban

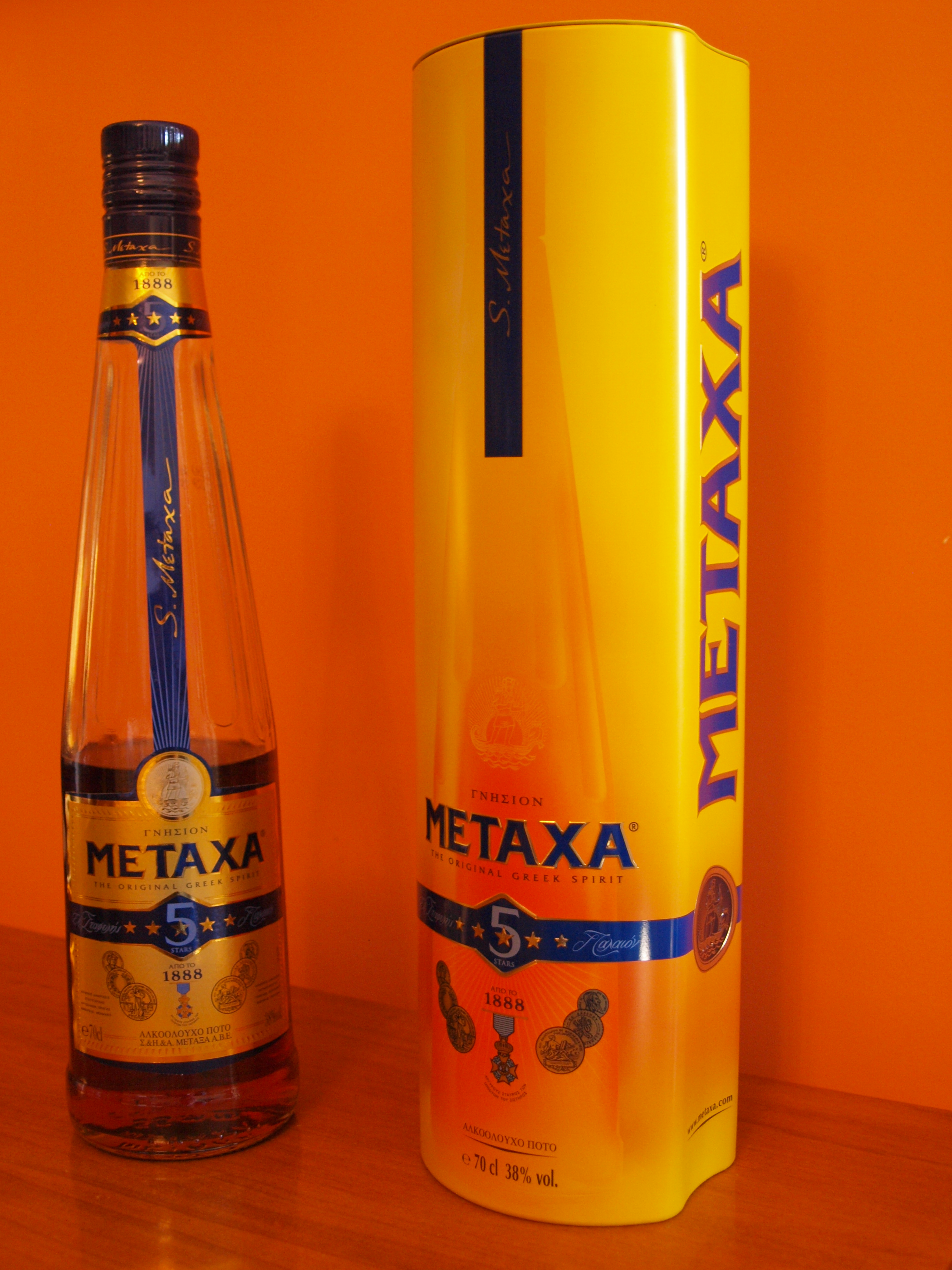
Ötcsillagos Metaxa és doboza

- Ötcsillagos Metaxa és dobozaMetaxa Ouzo, 40%: a többi Metaxától merőben eltérő ital, egy úzó. A Metaxa honlapján jelenleg nem szerepel.